# Montignac-de-Lauzun
Montignac-de-Lauzun é uma comuna francesa na região administrativa da Nova Aquitânia, no departamento Lot-et-Garonne. Estende-se por uma área de 20,4 km². Em 2010 a comuna tinha 291 habitantes (densidade: 14,3 hab./km²).